# Siphonariidae
Siphonariidae (denominadas, em inglês, false limpets; em português, lapas falsas; com as verdadeiras lapas pertencendo à subclasse Patellogastropoda) é uma família de moluscos gastrópodes marinhos e costeiros, pertencente à ordem Siphonariida, na subclasse Heterobranchia (no passado entre os Pulmonata ou Opisthobranchia); sendo animais capazes de respirar tanto o ar atmosférico, através de uma estrutura vascularizada na cavidade do seu manto, quanto a água marinha. Quando expostos, sua respiração é feita pelo "pulmão" e pelos lados úmidos do pé; mas quando submersos a sua respiração é feita por uma guelra secundária, dentro da cavidade do manto. Foi classificada por John Edward Gray no ano de 1827. Sua distribuição geográfica abrange os oceanos tropicais e subtropicais da Terra, exceto o Ártico.

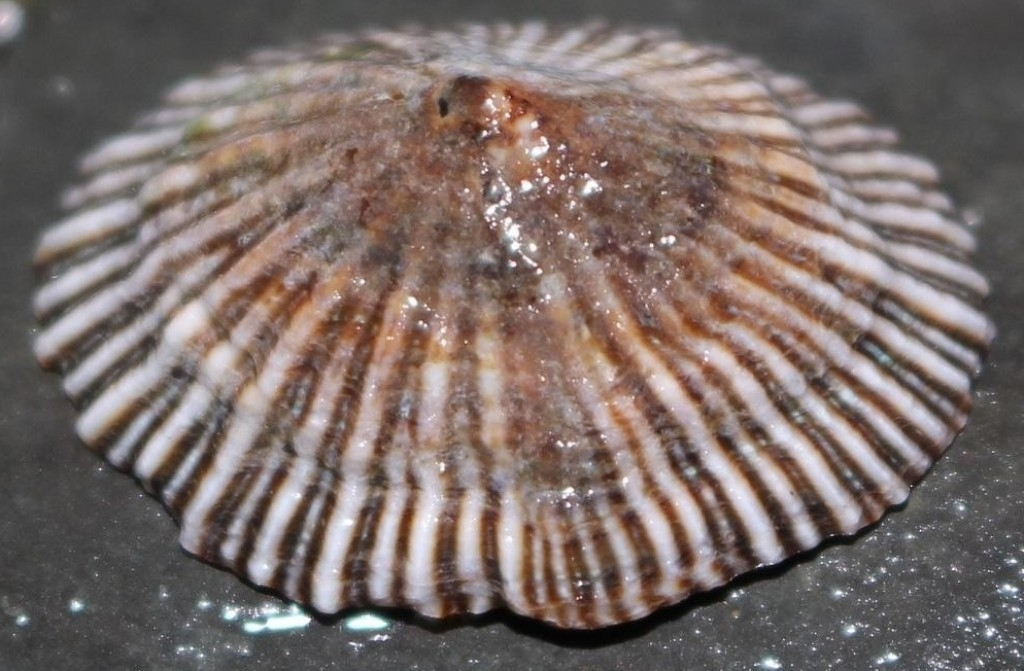
Vista superior-lateral de uma concha de Siphonaria oculus F. Krauss, 1848, uma espécie das costas sul e sudeste da África.

## Descrição e habitat
Os Siphonariidae apresentam conchas pateliformes ou em forma de gorro, às vezes dotadas de uma escultura em relevo com disposição radial e de formato mais ou menos irregular na margem, em sua área sifonal (onde se localiza seu canal respiratório) que se localiza no centro direito da concha, quando vista por cima; com lados convexos e ápice geralmente direcionado para cima. Seus habitats são a zona entremarés, com algumas espécies ocorrendo até acima do nível da maré, em rochas aparentemente nuas e secas, apenas molhadas pela maré alta ou spray das ondas. Muitas espécies retornam a uma mesma cicatriz na rocha, quando não estão se alimentando de algas.

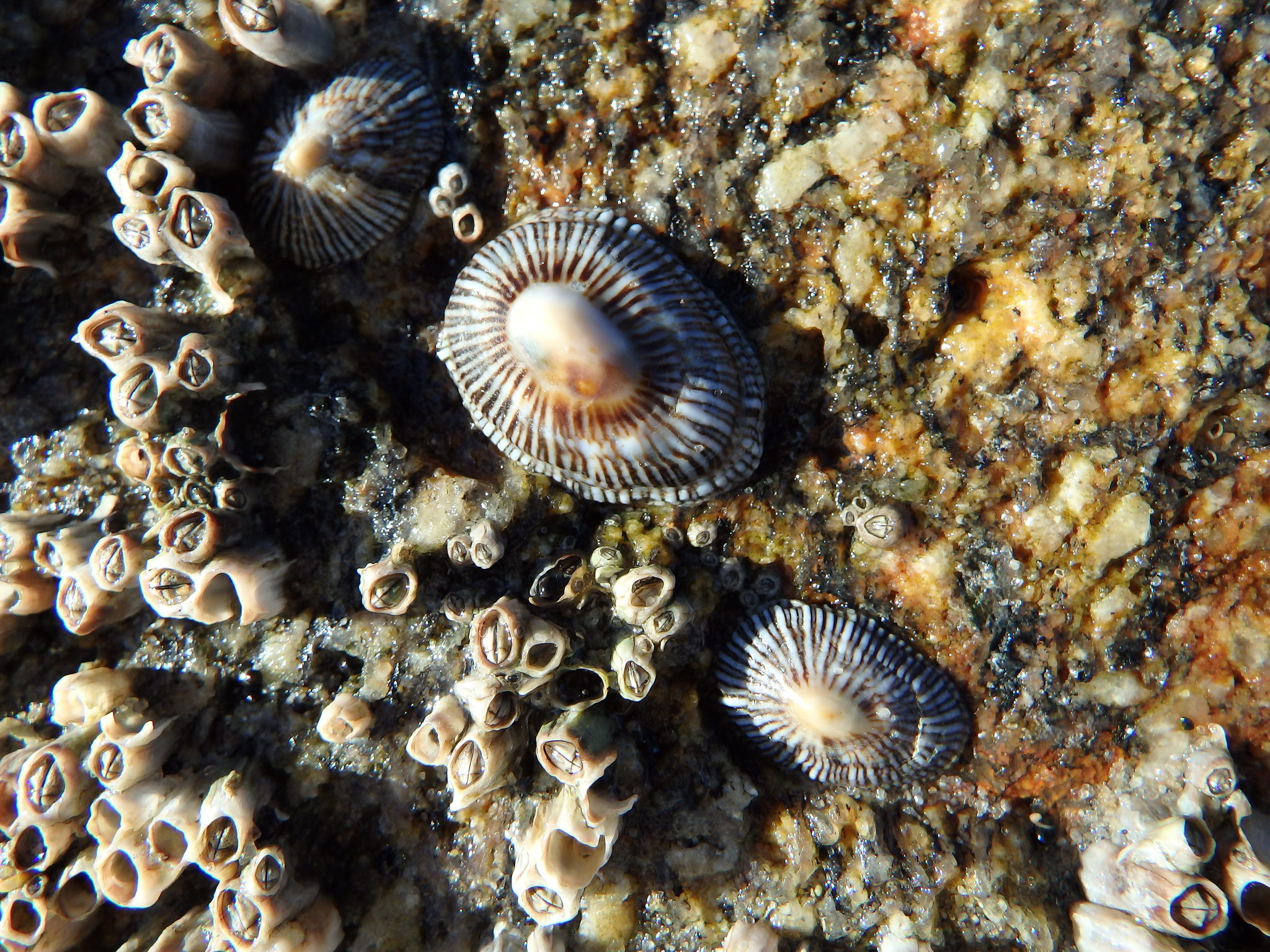
Conchas de Siphonaria pectinata (Linnaeus, 1758)[1] em seu habitat rochoso, com cracas; em Aveiro, Portugal.

## Classificação deSiphonariidae: gêneros viventes
De acordo com o World Register of Marine Species, incluídas as espécies monotípicas.
Aporemodon Robson, 1913 - espécieː Aporemodon tomlini Robson, 1913
Benhamina Finlay, 1926 - espécieː Benhamina obliquata (G. B. Sowerby I, 1825)
Siphonacmea Habe, 1958 - espécieː Siphonacmea oblongata (Yokoyama, 1926)
Siphonaria G. B. Sowerby I, 1823
Triellsiphon Iredale, 1940 - espécieː Triellsiphon acervus Iredale, 1940
Williamia Monterosato, 1884

## Imagens deSiphonariidae
Espécies do gênero Siphonaria:

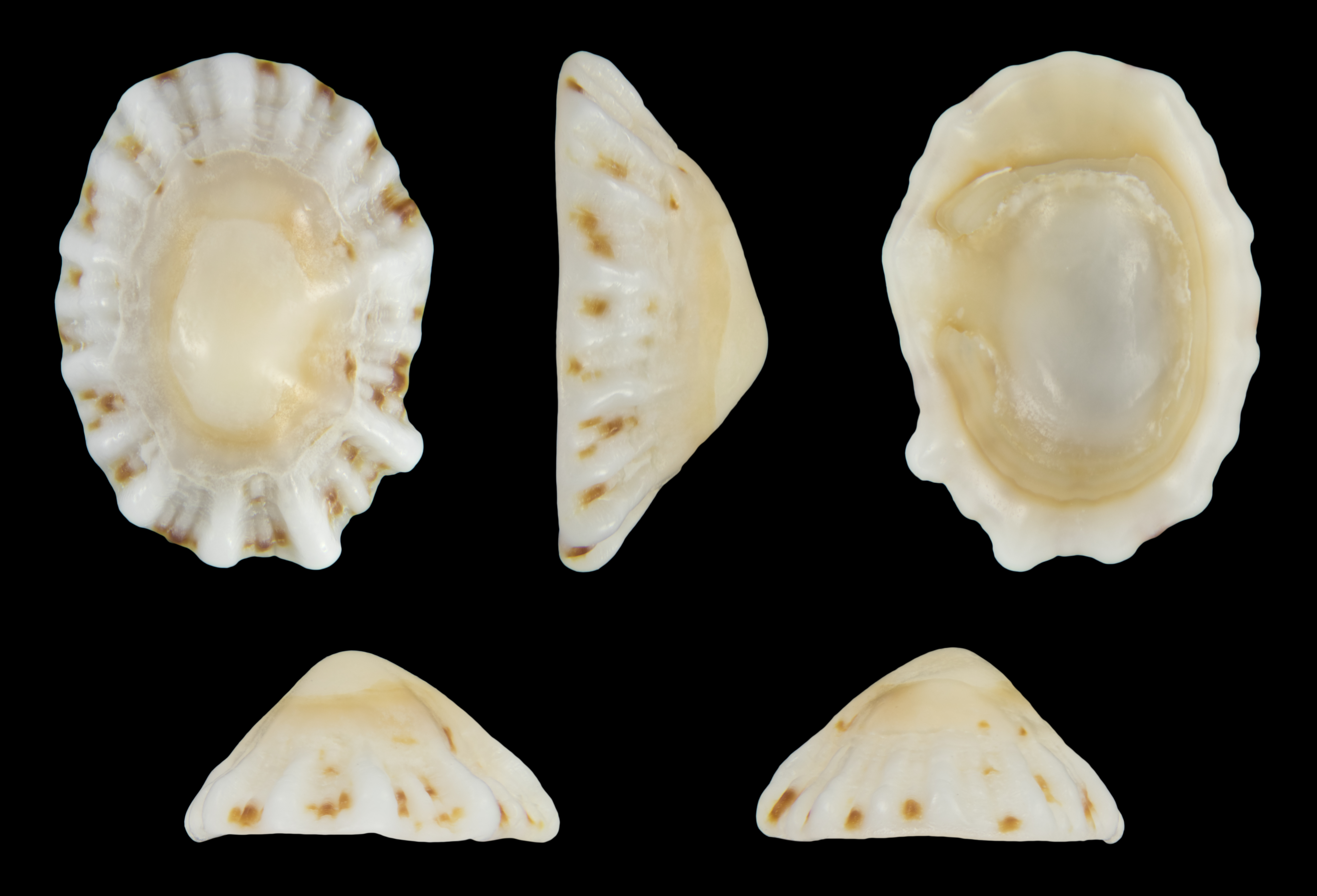
Fotografia de Siphonaria javanica (Lamarck, 1819)[1], espécie distribuída pelo Indo-Pacífico, nas Filipinas.
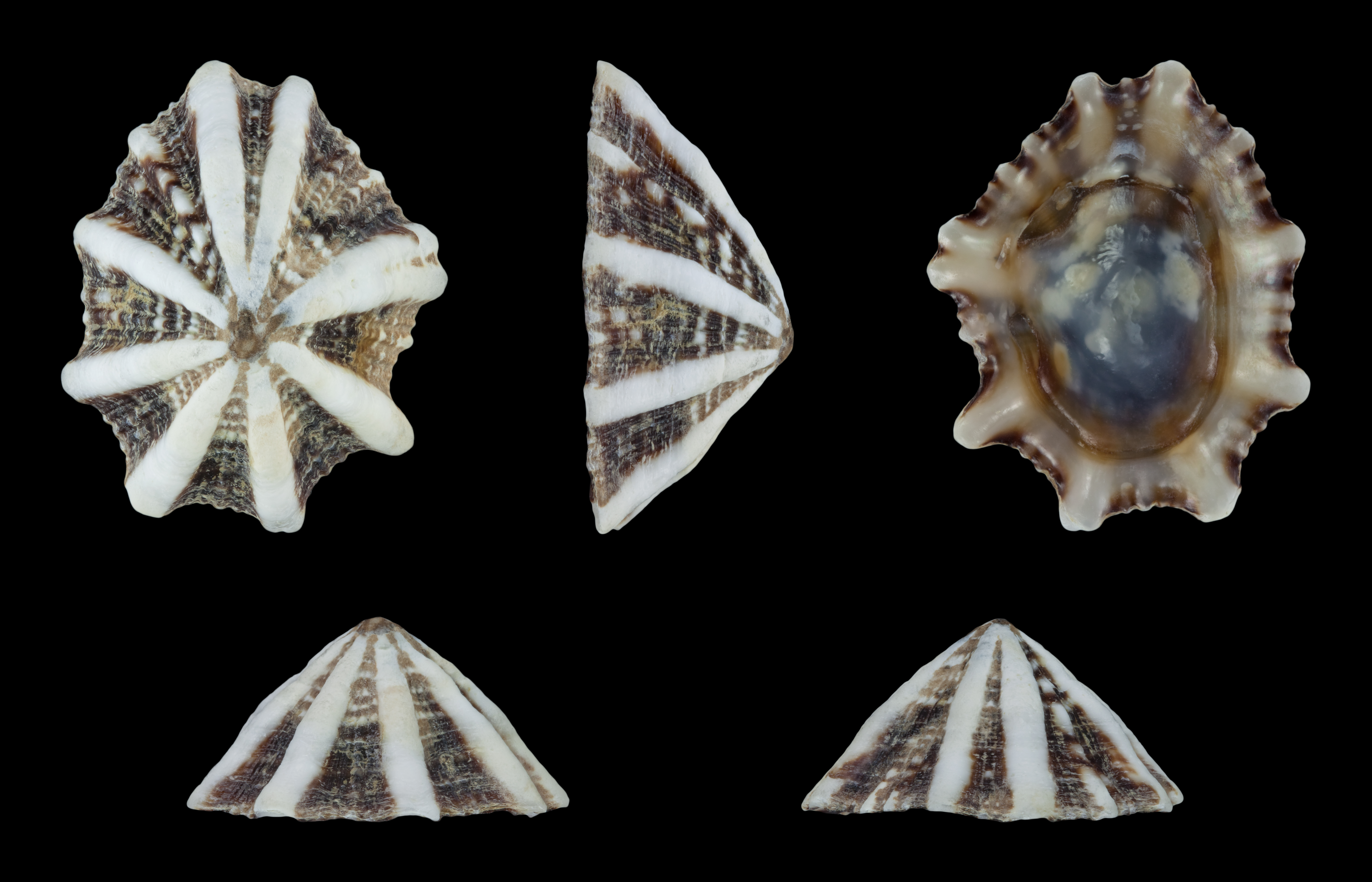
Fotografia de Siphonaria sirius Pilsbry, 1895[1], espécie distribuída pelo Indo-Pacífico, nas Filipinas.
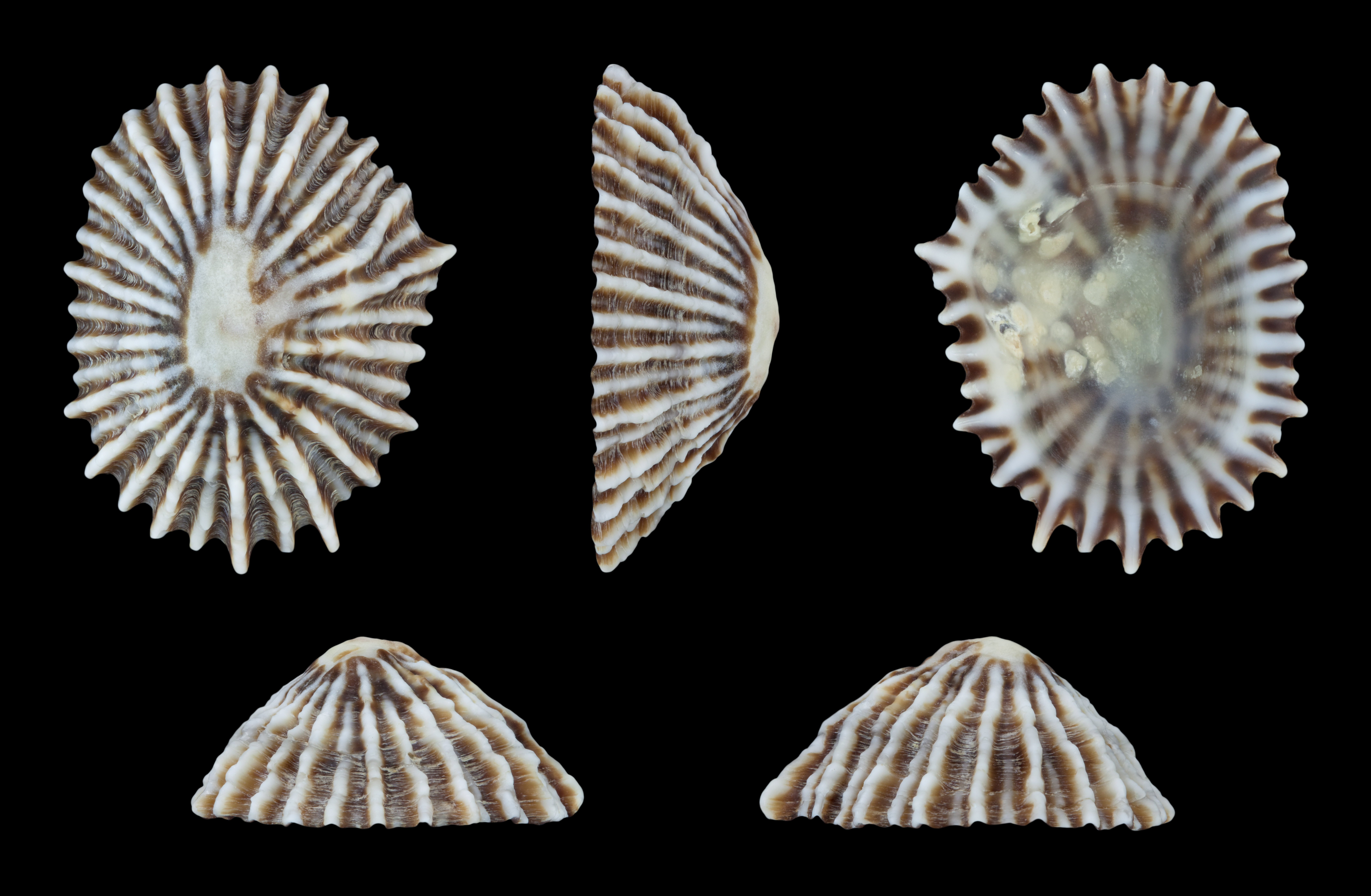
Fotografia de Siphonaria serrata (Fischer von Waldheim, 1807)[1], espécie distribuída pela África do Sul.
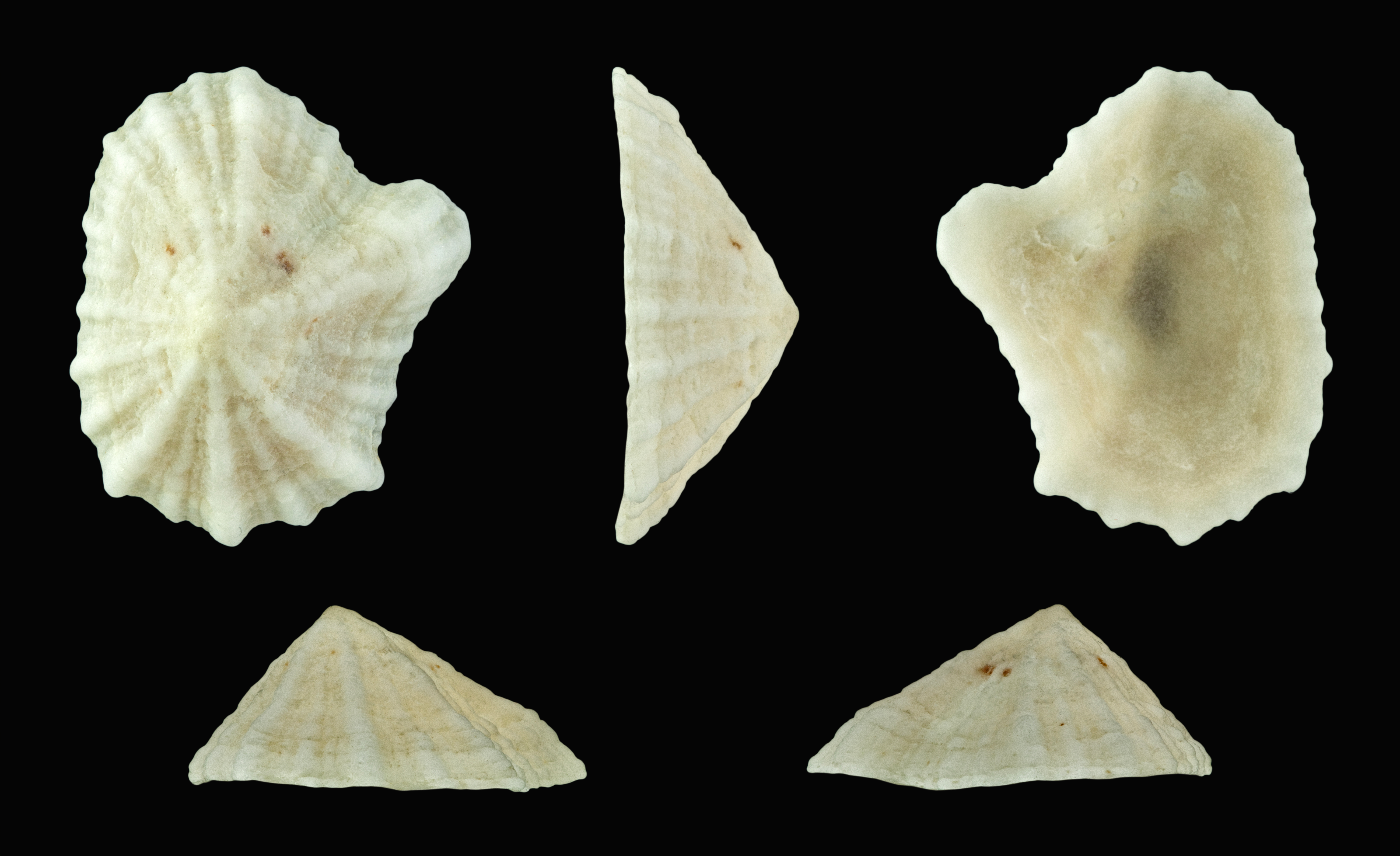
Fotografia de Siphonaria savignyi Krauss, 1848[1], espécie distribuída pelo Mar Vermelho e Golfo de Aqaba.